# Vidalasia tonkinensis
Vidalasia tonkinensis là một loài thực vật có hoa trong họ Thiến thảo. Loài này được (Pit.) Tirveng. miêu tả khoa học đầu tiên năm 1998.